# ItaliaSì!
ItaliaSì! è stato un programma televisivo italiano di genere rotocalco, andato in onda su Rai 1 dal 15 settembre 2018 al 22 giugno 2024 con la conduzione di Marco Liorni (sostituito da Gianluca Semprini il 16 e il 23 marzo 2024). Il programma veniva trasmesso ogni sabato dalle 17:00 alle 18:45, seppur fino alla terza edizione veniva trasmesso dalle 16:45 alle 18:45.

## Il programma
Il programma era uno spazio libero, dove persone comuni raccontavano avvenimenti importanti della loro vita, eventuali problemi o denunce. Era stato condotto da Marco Liorni, che è stato anche ideatore del programma, affiancato nella prima edizione da Rita dalla Chiesa, Mauro "Platinette" Coruzzi ed Elena Santarelli e nella seconda da Rita dalla Chiesa, Elena Santarelli e Manuel Bortuzzo (e dal 4 gennaio 2020 nuovamente anche da Mauro "Platinette" Coruzzi) che hanno il compito di dibattere sull'argomento trattato in studio. Dalla terza edizione cambiano logo, grafica e studio, inoltre i saggi non saranno più fissi ma ruoteranno a cicli di puntate. Tra i nuovi saggi: Enrica Bonaccorti, Mariolina Cannuli, Georgia Luzi, Fabrizio Bracconeri, Stella Pecollo, Raimondo Todaro, Diego Dalla Palma, Angelica Massera, Leonardo Manera, Don Dino, Monica Leofreddi e i riconfermati Manuel Bortuzzo e Mauro "Platinette" Coruzzi. Nelle stagioni 2021-2022 e 2022-2023 è stato solo quest'ultimo a svolgere il ruolo di commentatore. Lo stesso Coruzzi deve lasciare il programma nel marzo del 2023 a seguito di gravi problemi di salute, per poi tornare nel programma per tutta la stagione 2023-2024 affiancato spesso da Guillermo Mariotto.

## Edizioni
| Edizione | Anno      | Conduzione   | Conduzione        | Periodo           | Periodo        | Puntate | Presenze fisse             | Presenze fisse             | Presenze fisse             | Presenze fisse             | Regia                 | Studio                                                     |
| Edizione | Anno      | Conduzione   | Conduzione        | Inizio            | Fine           | Puntate | Presenze fisse             | Presenze fisse             | Presenze fisse             | Presenze fisse             | Regia                 | Studio                                                     |
| -------- | --------- | ------------ | ----------------- | ----------------- | -------------- | ------- | -------------------------- | -------------------------- | -------------------------- | -------------------------- | --------------------- | ---------------------------------------------------------- |
| 1ª       | 2018-2019 | Marco Liorni | Marco Liorni      | 15 settembre 2018 | 25 maggio 2019 | 38      | Mauro "Platinette" Coruzzi | Rita dalla Chiesa          | Elena Santarelli           | Non presente               | Salvatore Perfetto    | Studio 3 del Centro di produzione TV Raffaella Carrà, Roma |
| 2ª       | 2019-2020 | Marco Liorni | Marco Liorni      | 14 settembre 2019 | 27 giugno 2020 | 44      | Mauro "Platinette" Coruzzi | Rita dalla Chiesa          | Elena Santarelli           | Manuel Bortuzzo            | Salvatore Perfetto    | Studio 3 del Centro di produzione TV Raffaella Carrà, Roma |
| 3ª       | 2020-2021 | Marco Liorni | Marco Liorni      | 12 settembre 2020 | 5 giugno 2021  | 36      | Mauro "Platinette" Coruzzi | Mauro "Platinette" Coruzzi | Mauro "Platinette" Coruzzi | Mauro "Platinette" Coruzzi | Salvatore Perfetto    | Studio 3 del Centro di produzione TV Raffaella Carrà, Roma |
| 4ª       | 2021-2022 | Marco Liorni | Marco Liorni      | 30 ottobre 2021   | 4 giugno 2022  | 31      | Mauro "Platinette" Coruzzi | Mauro "Platinette" Coruzzi | Mauro "Platinette" Coruzzi | Mauro "Platinette" Coruzzi | Alessandra De Sanctis | Studio 1 del Centro di produzione TV Raffaella Carrà, Roma |
| 5ª       | 2022-2023 | Marco Liorni | Marco Liorni      | 17 settembre 2022 | 17 giugno 2023 | 36      | Mauro "Platinette" Coruzzi | Mauro "Platinette" Coruzzi | Mauro "Platinette" Coruzzi | Mauro "Platinette" Coruzzi | Alessandra De Sanctis | Studio 1 del Centro di produzione TV Raffaella Carrà, Roma |
| 6ª       | 2023-2024 | Marco Liorni | Gianluca Semprini | 14 ottobre 2023   | 22 giugno 2024 | 34      | Mauro "Platinette" Coruzzi | Mauro "Platinette" Coruzzi | Mauro "Platinette" Coruzzi | Mauro "Platinette" Coruzzi | Alessandra De Sanctis | Studio 1 del Centro di produzione TV Raffaella Carrà, Roma |

## Programmazione
| Edizione | Rete televisiva | Anno      | Stagione          | Orario      | Durata  | Programmazione | Programmazione | Programmazione | Programmazione | Programmazione | Programmazione | Programmazione | Collocazione |
| Edizione | Rete televisiva | Anno      | Stagione          | Orario      | Durata  | L              | M              | M              | G              | V              | S              | D              | Collocazione |
| -------- | --------------- | --------- | ----------------- | ----------- | ------- | -------------- | -------------- | -------------- | -------------- | -------------- | -------------- | -------------- | ------------ |
| 1ª       | Rai 1           | 2018-2019 | estate-primavera  | 16:45-18:45 | 120 min |                |                |                |                |                |                |                | Day-time     |
| 2ª       | Rai 1           | 2019-2020 | estate-estate     | 16:45-18:45 | 120 min |                |                |                |                |                |                |                | Day-time     |
| 3ª       | Rai 1           | 2020-2021 | estate-primavera  | 16:45-18:45 | 120 min |                |                |                |                |                |                |                | Day-time     |
| 4ª       | Rai 1           | 2021-2022 | autunno-primavera | 17:00-18:45 | 105 min |                |                |                |                |                |                |                | Day-time     |
| 5ª       | Rai 1           | 2022-2023 | estate-primavera  | 17:00-18:45 | 105 min |                |                |                |                |                |                |                | Day-time     |
| 6ª       | Rai 1           | 2023-2024 | autunno-estate    | 17:00-18:45 | 105 min |                |                |                |                |                |                |                | Day-time     |

## Puntate speciali

### Prima edizione (2018-2019)

#### ItaliaSì! alle 15
Dal 10 novembre al 1º dicembre 2018 erano andate in onda quattro puntate del programma nell'insolito slot orario dalle 15:05 alle 15:55 a causa della messa in onda dello Zecchino d'Oro nel normale orario di trasmissione del programma.

#### Tragedia della discoteca Lanterna Azzurra
L'8 dicembre 2018 è andata in onda una puntata speciale dalle 17:35 alle 18:45 dedicata alla tragedia avvenuta la sera precedente alla discoteca Lanterna Azzurra Corinaldo durante un concerto. La puntata, preceduta da uno speciale del TG1, venne seguita da 1 925 000 telespettatori (13,29% di share).

#### Sanremo 2019
Il 9 febbraio 2019 è andata in onda dalle 14:10 alle 15:05 e dalle 16:45 alle 18:45 una puntata speciale dal teatro del Casinò di Sanremo in occasione del Festival di Sanremo 2019. La puntata venne seguita da 2 451 000 telespettatori, pari al 14,57% di share, nella prima parte, da 2 050 000, pari al 15,20% di share, nella seconda parte e da 2 319 000 telespettatori, pari al 14,95% di share, nella terza parte.

#### ItaliaSì! Podio e poi
Il 20 aprile 2019 è andata in onda una puntata speciale dedicata a raccontare come si sono evolute alcune storie già trasmesse, nella normale collocazione 16:45-18:45. La puntata venne seguita da 1 235 000 telespettatori, pari al 11,83% di share, nella prima parte e da 1 448 000 telespettatori, pari al 13,30% di share, nella seconda parte.

#### ItaliaSì! Podio VIP
Il 27 aprile 2019 è andata in onda una puntata speciale dedicata a storie di persone famose, nella normale collocazione 16:45-18:45. La puntata venne seguita da 1 344 000 telespettatori, pari al 12,94% di share, nella prima parte e da 1 427 000 telespettatori, pari al 12,64% di share, nella seconda parte.

#### ItaliaSì! Nella rete
Il 18 maggio 2019 è andata in onda una puntata speciale dedicata ad alcune storie conosciute sul web, nella normale collocazione 16:45.18:45. La puntata venne seguita da 1 272 000 telespettatori, pari al 9,75% di share, nella prima parte e da 1 570 000 telespettatori, pari al 12,05% di share, nella seconda parte.

#### ItaliaSì! Speciale
Il 26 maggio 2019 è andata in onda, eccezionalmente di domenica e dalle 17:35 alle 18:45, una puntata speciale con le migliori storie della stagione. La puntata venne seguita da 1 940 000 telespettatori (13,98% di share).

#### ItaliaSì! Verde, bianco e rosso
Il 1º giugno 2019 è andata in onda, dalle 16:45 alle 17:40, una puntata speciale per rivedere le storie più rappresentative della stagione. La puntata venne seguita da 1 221 000 telespettatori (10,71% di share).

### Seconda edizione (2019-2020)

#### ItaliaSì! Podio e poi
Questo è il titolo che assumevano delle puntate speciali dedicate a raccontare come si sono evolute alcune storie già raccontate nelle puntate precedenti. Le puntate in questione sono andate in onda:
- il 5 ottobre 2019 dalle 17:40 alle 18:45 (seguita da 1 180 000 telespettatori, pari a uno share del 10,04%[9]);
- il 28 maggio 2020 dalle 10:30 alle 12 (seguita da 820 000 telespettatori, pari a uno share del 12,52%[10]);
- il 29 maggio 2020 dalle 10:30 alle 12:00 (seguita da 945 000 telespettatori, pari a uno share del 13,32%[11]);
- il 30 maggio 2020 dalle 16:45 alle 17:20 e dalle 18:20 alle 18:45 (seguita da 1 233 000 telespettatori, pari a uno share del 10,47%, nella prima parte e da 1 939 000 telespettatori, pari a uno share del 15,55%, nella seconda parte[12]);
- il 27 giugno 2020 dalle 16:45 alle 18:45 (seguita da 1 025 000 telespettatori, pari a uno share del 10,77% nella prima parte e del 13,03% nella seconda parte[13]).

#### Sanremo 2020
L'8 febbraio 2020 è andata in onda una puntata speciale da Piazza Colombo a Sanremo in occasione del Festival di Sanremo 2020, nella normale collocazione 16:45-18:45. La puntata venne seguita da 3 182 000 telespettatori (18,52% di share) nella presentazione, da 2 408 000 telespettatori (17,45% di share) nella prima parte e da 3 012 000 telespettatori (19,02% di share) nella seconda parte.

#### ItaliaSì! #restateacasa
Il 15 marzo 2020 è andata in onda nell'inedita collocazione domenicale (14:00-16:30) una puntata dedicata all'emergenza Coronavirus. Alla puntata partecipano, in collegamento, volti noti di Rai 1 ed esperti di medicina ed economia, per rispondere alle domande dei telespettatori. Vengono inoltre effettuati collegamenti con la Polizia di Stato e con le principali città italiane e del mondo. La puntata venne seguita da 4 094 000 telespettatori (19,57% di share).

#### ItaliaSì! #pasquaacasa
L'11 aprile 2020 è andata in onda una puntata speciale dedicata alla Pasqua, nella normale collocazione 16:45-18:45. La puntata venne seguita da 2 524 000 telespettatori (14,92% di share).

#### ItaliaSì! Speciale Capaci
Il 23 maggio 2020 è andata in onda una puntata speciale dedicata all'anniversario della strage di Capaci e alle vittime dello spirito di servizio, nella normale collocazione 16:45-18:45. La puntata venne seguita da 1 393 000 telespettatori (12,61% di share).

### Terza edizione (2020-2021)

#### Funerali del principe Filippo di Edimburgo
Il 17 aprile 2021 è andata in onda, dalle 15:45 alle 18:45, una puntata speciale volta a seguire in diretta i funerali del principe Filippo di Edimburgo, morto il 9 aprile precedente. La puntata venne seguita da 1 811 000 telespettatori (12,51% di share) nella prima parte, da 2 260 000 (16,84%) nella seconda e da 2 145 000 (15,12%) nella terza.

#### ItaliaSì! Podio e poi
Il 5 giugno 2021 è andata in onda, dalle 16:45 alle 18:45, una puntata speciale dedicata a raccontare come si sono evolute alcune storie raccontate nel corso dell'edizione in conclusione. La puntata venne seguita da 1 248 000 telespettatori, pari a uno share del 12,64%, nella prima parte e da 1 458 000 telespettatori, pari a uno share del 14,38%, nella seconda parte.

### Quarta edizione (2021-2022)

#### ItaliaSì! Si riparte
Il 23 ottobre 2021 è andata in onda, dalle 17:00 alle 18:45, una puntata speciale on the road per raccontare come gli italiani si apprestano alla ripartenza dopo l'emergenza sanitaria che li ha colpiti e provati. La puntata venne seguita da 1 014 000 telespettatori, pari a uno share del 9,23%, nella prima parte e da 1 341 000 telespettatori, pari a uno share dell'11,19%, nella seconda parte.

#### ItaliaSì! È Natale
Il 25 dicembre 2021, giorno di Natale, è andata in onda una puntata speciale nel solito slot orario. La puntata venne seguita da 1 706 000 telespettatori, pari a uno share del 12,70%, nella presentazione e da 1 964 000 telespettatori, pari a uno share del 13,46%.

#### ItaliaSì! Primo giorno
Il 1º gennaio 2022, giorno di Capodanno, la puntata assumeva il sottotitolo speciale "Primo giorno"; venne seguita da 2 041 000 telespettatori, pari a uno share del 12,91%, nell'anteprima e da 2 335 000 telespettatori, pari a uno share del 13,77%.

#### ItaliaSì! Sanremo 2022
In occasione del Festival di Sanremo 2022 il 5 febbraio 2022 è andato in onda dal Casinò di Sanremo uno speciale con tutti i protagonisti e le canzoni in gara.

#### ItaliaSì! Podio e poi
Il 4 giugno 2022 è andata in onda una puntata speciale dedicata a raccontare come si sono evolute alcune storie già trasmesse, nel solito slot orario. La puntata venne seguita da 1 252 000 telespettatori, pari a uno share del 15,25%, nella prima parte e da 1 428 000 telespettatori, pari a uno share del 17,39%, nella seconda parte.

### Quinta edizione (2022-2023)

#### ItaliaSì! Viaggiare
Il 3 e il 10 dicembre 2022 sono andate in onda due puntate del programma nell'insolito slot orario dalle 14:00 alle 14:55 a causa della messa in onda di alcune partite dei Mondiali di calcio 2022 nel normale orario di trasmissione del programma. Le puntate speciali sono itineranti e incentrate sulle bellezze dell'Italia dal Nord al Sud.

#### ItaliaSì! Do Re Mi Fa Sol La
L'11 febbraio 2023 è andata in onda, dalle 14:00 alle 15:10 e poi nel solito slot orario, una puntata speciale da Piazza Colombo a Sanremo in occasione del Festival di Sanremo 2023.

#### Incoronazione di re Carlo III
Il 6 maggio 2023 è andata in onda, dalle 15:40 alle 16:00, una breve puntata speciale dedicata all'incoronazione di re Carlo III.

#### ItaliaSì! Podio e poi
Il 17 giugno 2023 è andata in onda, dalle 17:00 alle 18:45, una puntata speciale dedicata a raccontare come si sono evolute alcune storie raccontate nel corso dell'edizione in conclusione. La puntata venne seguita da 1 210 000 telespettatori, pari a uno share del 15,30%.

### Sesta edizione (2023-2024)

#### Sanremo 2024
Il 10 febbraio 2024 è andata in onda, nel solito slot orario, una puntata speciale da Piazza Colombo a Sanremo in occasione del Festival di Sanremo 2024.

#### ItaliaSì! Podio e poi
Il 1º giugno 2024 è andata in onda, dalle 17:00 alle 17:50, una puntata speciale dedicata a raccontare come si sono evolute alcune storie già trasmesse. La puntata venne seguita da 1 091 000 telespettatori, pari a uno share del 13,80%.

#### ItaliaSì! Bis
L'8, il 15 e il 22 giugno 2024 sono andate in onda, nel solito slot orario, tre puntate speciali per rivedere le storie più rappresentative della stagione.

## Sigla
La sigla del programma è la parte finale di Italia d'oro, brano di Pierangelo Bertoli del 1992.

## Spin-off

### ItaliaSì! Giorno per giorno
Dal 1º al 26 giugno 2020 è andato in onda ItaliaSì! Giorno per giorno, in diretta ogni giorno dal lunedì al venerdì nella stessa fascia oraria di Storie italiane, in occasione della chiusura anticipata del programma. Confermato alla conduzione Marco Liorni, così come il cast di opinionisti: Manuel Bortuzzo, Mauro "Platinette" Coruzzi, Rita dalla Chiesa ed Elena Santarelli.
Edizioni
| Edizione | Anno | Conduzione   | Periodo        | Periodo        | Puntate | Regia              |
| Edizione | Anno | Conduzione   | Inizio         | Fine           | Puntate | Regia              |
| -------- | ---- | ------------ | -------------- | -------------- | ------- | ------------------ |
| 1ª       | 2020 | Marco Liorni | 1º giugno 2020 | 26 giugno 2020 | 20      | Salvatore Perfetto |